# Международна детска асамблея „Знаме на мира“
Международната детска асамблея „Знаме на мира“ в София е фестивал на детското изкуство под егидата на ООН, организиран по идея на Людмила Живкова, председател на Комитета за култура (с ранг на министър).
По повод обявената от ООН за 1979 г. Международна година на детето Комитетът за култура първоначално замисля да организира международна изложба на детски творби. Идеята е развита и София става домакин на първата асамблея с участието на деца от 79 държави, открита на 16 август 1979 г.
Като символ на асамблеята е изграден мемориал в нов парков комплекс (по-късно наречен „Камбаните“) с 68 камбани от различни държави, които да се бият само от деца. На откриването на мемориала присъства Амаду-Махтар М'Боу, генералният директор на ЮНЕСКО. Комплексът е разположен в подножието на Витоша, отвъд Околовръстния път, срещу жилищен комплекс „Младост“ и днешния Бизнес парк София.
Целият проект се обединява от мотото „Единство, творчество и красота“. Името и девизът на асамблеята са заимствани от философската система на руския философ и художник Николай Рьорих. Движението „Знаме на мира“ създава едноименни фондация и център (който издава свой вестник), на него е наречен площад в София (кв. Павлово), посветена му е скулптура във Варна.
Инициативата е планирана като еднократна, но заради положителния международен отзвук е решено срещите да се провеждат през 3 години. Асамблеята от 1988 г. постига рекорд, посрещайки участници от 135 държави. Дотогава са проведени 4 асамблеи – фестивали със срещи на деца от целия свят. В тях са участвали общо 3900 деца от 138 държави и 14 000 деца от България.
Асамблеята е нова форма за дипломация и сътрудничество в името на мира. Подкрепена е от ООН, неговите подразделения ЮНЕСКО (за образование, наука, култура) и УНИЦЕФ (за децата), както и от други международни организации. ООН удостоява „Знаме на мира“ със званието „Вестител на мира“ през 1987 г.
През 1990 г. са закрити създадените 18 задгранични структури „Знаме на мира“. След 10-годишно прекъсване Евгения Живкова – дъщерята на инициаторката Людмила Живкова, възстановява асамблеята през 1999 г., но в значително по-скромен мащаб.

## Други
На фестивала е наречен площад в квартал „Бъкстон“ в София (Карта).